# Про тиранію
«Про тиранію: двадцять уроків двадцятого століття» (англ. On Tyranny: Twenty Lessons from the Twentieth Century) — книга Тімоті Снайдера, історика, що спеціалізується на історії Європи ХХ століття. Її було видано в 2017 році.
5 жовтня 2021 року вийшла графічна версія, яку проілюстровала Нора Круг. У 2017 році книга очолила список бестселерів «Нью-Йорк таймс» для документальної літератури в м'якій палітурці і залишалася в списках бестселерів аж до 2021 року.

## Відгуки
Карлос Лосада з «Вашингтон пост» описує книгу як «роз'яснювальну та нервуючу», «запам'ятовується твір, який ґрунтується на історії, але пронизаний надзвичайною актуальністю того, що відбувається зараз». Деніел В. Дрезнер, який пише для «Нью-Йорк таймс» , каже: «Для такої невеликої книжки Снайдер розповідає „Про тиранію“ значну частину», але він також описує її як «перенапружену» та схильну до гіпербол.
Тім Адамс з «Ґардіан» описує цю роботу як «посібник „як“ протистояти тиранії», підсумовуючи: «Ви не прочитаєте жодного польового посібника з цієї мудрості, ніж ця книга». Річард Еванс, також у «Ґардіан», пише, що «Снайдер спонукає нас знову замислитися над головними проблемами нашого часу, а також над важливими елементами минулого, але, здається, він поквапився з цим занадто швидко».